# Emmanuel Sagbo
Emmanuel Sagbo, né le 22 décembre 1994, est un coureur cycliste béninois, membre de l'Espoir Vélo Club.

## Biographie
En 2018, Emamnuel Sagbo se distingue en remportant une étape puis la victoire finale du Grand Prix de la Kozah, une course non-UCI disputée au Togo. Dans son pays natal, il s'impose sur deux courses disputées à Djougou puis à Lokossa,. Sur le circuit UCI, il se classe notamment dixième d'une étape sur le Tour de Côte d'Ivoire.
En septembre 2019, il est sacré champion national du Bénin à Cotonou.

## Palmarès
- 2018
  - Grand Prix de la Kozah :
    - Classement général
    - 1re étape

  - Course de Djougou
  - Course de Lokossa
- 2019
  -  Champion du Bénin sur route
- 2022
  - Critérium International de Cotonou
- 2023
  -  Champion du Bénin sur route

## Classements mondiaux
| Année           | 2019 |
| --------------- | ---- |
| UCI Africa Tour | 140e |